# Celostátní dráha

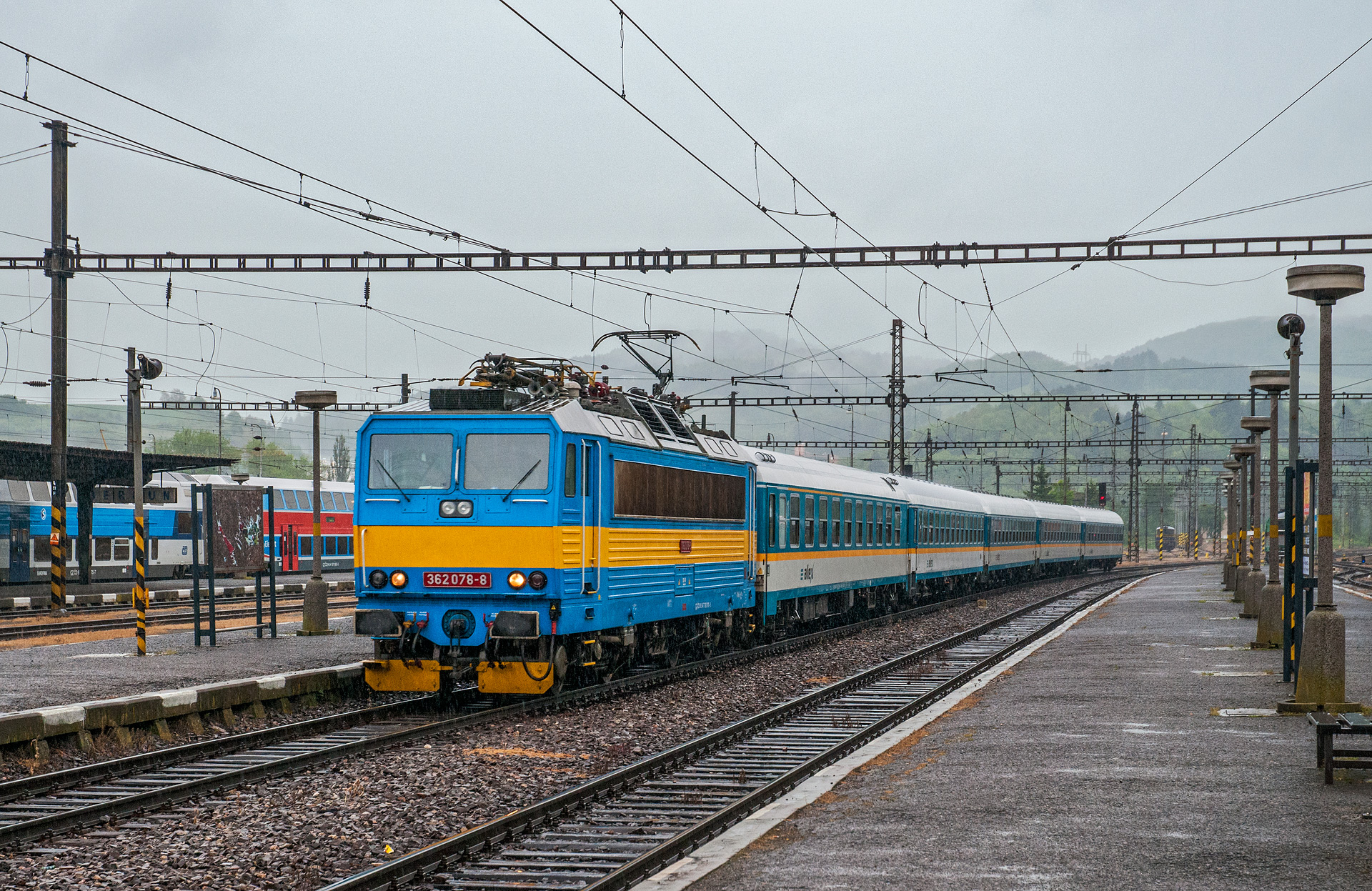
Vlak EuroCity na celostátní dráze

Celostátní dráha je železniční dráha, kterou v České republice definuje zákon č. 266/1994 Sb., o dráhách, jako dráhu, „která slouží mezinárodní a celostátní veřejné železniční dopravě a je jako taková označena.“ Zatímco o regionálních dráhách se mluví a píše v množném čísle, celostátní dráha je v republice jedna, tvořená všemi úseky, které k ní patří.
O zařazení dráhy do této kategorie (stejně jako do některých dalších kategorií definovaných zákonem o dráhách) rozhoduje ministerstvo dopravy.
Celostátní dráhu vlastní český stát a spravuje státní organizace Správa železnic. Provozovatelem dráhy byly od roku 1993 České dráhy, od 1. července 2008 převzala tuto funkci Správa železniční dopravní cesty (SŽDC), později přejmenovaná na Správu železnic.
Všichni dopravci, kteří mají licenci k provozování drážní dopravy na celostátní nebo regionální dráze, mají mít podle zákona rovný přístup na tyto dráhy na základě kapacity, kterou jednotlivým dopravcům přidělí SŽDC.

## Vznik celostátní dráhy
Kategorie celostátní dráhy a regionální dráhy byly zavedeny s účinností od 1. ledna 1995 zákonem č. 266/1994 Sb., o dráhách. Podle přechodného ustanovení zákona (§ 60) měla vláda České republiky rozhodnout ve lhůtě jednoho roku od účinnosti zákona, která část z dráhy celostátní, kterou provozovaly České dráhy na základě zvláštního zákona, je dráha regionální, a ministerstvo dopravy bylo povinno regionální dráhy zveřejnit v Obchodním věstníku. Z celostátní dráhy nesměly být vyčleněny úseky zahrnuté do Evropské dohody o mezinárodních železničních magistrálách (Dohoda AGC), schválené usnesením vlády ČSSR č. 78 z 8. 2. 1990.

## Provedené změny kategorizace drah
S účinností od 1. července 1996 vláda dne 20. prosince 1995 usnesením vyčlenila 128 regionálních drah z jednotné celostátní dráhy (tehdy provozované Českými drahami). Počet a výběr regionálních drah souvisí s tím, že 4. dubna 1995 ekonomičtí ministři schválili privatizaci 127 tratí regionálního významu, ta však nebyla nikdy realizována.
Po přenesení funkce provozovatele dráhy na SŽDC tato organizace iniciovala u ministerstva dopravy správní řízení o změně kategorizace řady úseků celostátní dráhy na dráhu regionální.
Do dne vydání Prohlášení o dráze celostátní a regionální pro jízdní řád 2013 bylo jako regionální dráhy vyčleněno dalších 25 tratí celostátní dráhy. Další nejméně tři tratě byly vyčleněny v roce 2014. Návrh na změnu kategorizace trati České Velenice – Veselí nad Lužnicí ministerstvo v roce 2012 zamítlo.